# Helena Storckenfeldt
Helena Beatrice Antonia Storckenfeldt, tidigare Antoni, född 28 mars 1995 i Alpena i Michigan i USA, är en svensk politiker (moderat). Hon är riksdagsledamot sedan 2019, invald för Hallands läns valkrets. Hon blev riksdagsledamot 2019 då Jörgen Warborn blev europaparlamentariker och således lämnade sin plats i riksdagen. Hon är ledamot i Miljö- och jordbruksutskottet.